# Boeing Phantom Eye
Boeing Phantom Eye — дальний высотный беспилотный разведчик на водородном топливе, разрабатываемый засекреченным подразделением компании Боинг — Phantom Works. Разработка ведётся по заказу американских военных на основе современного опыта ведения информационной разведки, в том числе и в Афганистане.
Заявляется, что самолёт может находиться в воздухе без перерыва в течение четырех дней (96 часов).
Разработка берёт своё начало от ранних моделей БПЛА фирмы Boeing конца 1980-х, в том числе, модели «Кондор» (Condor), который мог находиться в воздухе до 60 часов, используя двигатель на обычном авиационном топливе.
Партнёром Боинг стали компании Ball Aerospace, Aurora Flight Sciences, Ford Motor Co. и MAHLE Powertrain.
Производство первого образца (масштабный 60 % — 70 % демонстратор) началось в марте 2010, он был представлен широкой публике на заводе Боинг в Сент-Луисе, штат Миссури 12 июля 2010 года.
Проведение наземных тестов ожидается в июле-августе 2010 года на авиабазе Эдвардс, штат Калифорния — территория лётно-исследовательского центра НАСА в Драйдене. Первый (8-часовой) полёт запланирован в начале 2011 года.
Планируется разработать ещё больший БПЛА Phantom Ray размером с истребитель средних размеров с дальностью полёта более 10 дней.

## ЛТХ
- Размах крыльев — 46 м
- Крейсерская скорость — около 150 узлов (278 км/ч)
- Силовая установка — 2 водородных двигателя Ford 2.3 л (от дополнительных двигателей автомобиля Ford Fusion) по 150 л.с. каждый
- Поскольку основной функцией БПЛА станет наблюдение и разведка, установка вооружения не предполагается.